# Saint-André-de-Lidon
Saint-André-de-Lidon là một xã ở tỉnh Charente-Maritime thuộc vùng Nouvelle-Aquitaine tây nam nước Pháp.

## Points of interest
- Parc botanique Deau
- Xã của tỉnh Charente-Maritime